# 信都郡
信都郡（しんと-ぐん）は、中国にかつて存在した郡。漢代から唐代にかけて、現在の河北省東南部に設置された。

## 概要
漢の高祖のとき、信都郡が立てられた。紀元前155年（景帝2年）、劉彭祖が広川王となると、広川国が置かれた。紀元前37年（建昭2年）、劉輿が信都王となると信都国が置かれた。前漢の信都国は冀州に属し、信都・歴・扶柳・辟陽・南宮・下博・武邑・観津・高隄・広川・楽郷・平隄・桃・西梁・昌成・東昌・脩の17県を管轄した。王莽のとき、新博郡と改められた。
後漢が建てられると、信都郡と改称された。72年（永平15年）、劉党が楽成王となると、信都郡は楽成国と改められた。122年（延光元年）、劉得が安平王となると、安平国と改められた。後漢の安平国は信都・阜城・南宮・扶柳・下博・武邑・観津・経・堂陽・武遂・饒陽・安平・南深の13県を管轄した。184年（中平元年）に安平郡と改められた。
265年（泰始元年）、司馬孚が西晋の安平王となり安平国と再び改められた。284年（太康5年）、司馬玷が長楽王となると、長楽国と改められた。西晋末年に長楽郡となった。西晋の長楽郡は信都・下博・武邑・武遂・観津・扶柳・広宗・経の8県を管轄した。
北魏のとき、長楽郡は堂陽・棗強・扶柳・索盧・広川・南宮・信都・下博の8県を管轄した。
583年（開皇3年）、隋が郡制を廃すると、長楽郡は廃止されて、冀州に編入された。607年（大業3年）に州が廃止されて郡が置かれると、冀州は信都郡と改称された。信都郡は長楽・堂陽・衡水・棗強・武邑・武強・南宮・斌強・鹿城・下博・蓨・阜城の12県を管轄した。
621年（武徳4年）、唐が竇建徳を平定すると、信都郡は冀州と改められた。742年（天宝元年）、冀州は信都郡と改称された。758年（乾元元年）、信都郡は冀州と改称され、信都郡の呼称は姿を消した。